# Eggersriet
Eggersriet es una comuna suiza del cantón de San Galo, ubicada en el distrito de San Galo. Limita al norte con la comuna de Untereggen y Rorschacherberg, al este con Heiden (AR), al sur con Grub (AR), Rehetobel (AR) y Speicher (AR), y al oeste con San Galo.
Pertenecen a la comuna las localidades de: Egg, Feldmoos, Fürschwendi, Grub, Riemen, Rossbüchel y Unterbilchen.